# Dirk Holandski
Dirk Holandski (umrl v Pavii, 28. avgusta 1197) je bil leta 1197 škof v Utrechtu .
Dirk Holandski je bil sin holandskega grofa Ditrika VI. in Sofije Rheineške. Njegov brat je bil holandski grof Floris III. in utrechtskega škofa Baldvina.
Po Baldvinovi smrti je Dirka predlagal njun nečak holandski grof Dirk VII. kot kandidata za izpraznjeni sedež v Utrechtu. Podpiral ga je cesar Henrik VI . Vendar je grof Gelderski predlagal Arnolda I. Isenburškega za ta sedež, Arnolda pa sta podprla kölnski nadškof in papež. Posledica slepe ulice, ki je nastala, je bila da je bil Dirk priznan v Nederstichtu, medtem ko je bil Arnold priznan v Overstichtu.
Oba kandidata sta odpotovala v Rim, kjer je Arnolda leta 1196 v škofa posvetil papež Celestin III. Arnold je istega leta umrl, kar je omogočilo, da je bil Dirk kljub vsemu posvečen. Dirk je umrl med vračanjem v Utrecht v Paviji.